# Shobon no Action
Shobon no Action (しょぼんのアクション, Shobon no Akushon), também conhecido não oficialmente como Cat Mario, é um jogo eletrônico de plataforma japonês em 2D lançado no ano de 2007 no Japão. Com um alto nível de dificuldade, é uma paródia de Super Mario Bros. da Nintendo Entertainment System.

## Jogabilidade
O jogador controla um gato que deve passar por seis fases repletas de armadilhas, tais como blocos invisíveis, passagens falsas e power-ups fatais. Essas armadilhas estão escondidas pelos níveis e geralmente são ativadas quando o jogador está prestes a atingi-la, tornando o jogo difícil de se completar.

## Desenvolvimento
Syobon Action foi desenvolvido pela "ちく(Chiku)", que programou o jogo em cerca de três dias. O conceito e inspiração geral do jogo se originou a partir do japonês The Big Adventure of a Dead End Life.